# Противообледенительная система
Противообледенительная система (ПОС) — совокупность технических средств, предназначенных для:
- предотвращения нарастания ледяного слоя на конструкционных элементах летательного аппарата (ЛА),
- удаления появившегося льда в целях обеспечить всепогодность и повысить безопасность полёта в условиях обледенения.

## Типы ПОС

### Электротепловая
Заложенные под обшивкой летательных аппаратов и в передней кромке воздушных винтов электронагревательные элементы (чаще всего — из нихромовой или константановой проволоки или ленты), питание на которые обычно подаётся не непрерывно, а по программе — во избежание как перегрузки системы электроснабжения, так и перегрева. С этой же целью ЭТ ПОС зачастую разбита на поочерёдно включающиеся секции, например, на самолёте Ил-18 элементы обогрева крыла и оперения разбиты на четыре симметричные секции, каждая из которых работает ~38 с в общем цикле длиной ~154 с, а на самолёте Ту-154 изначально было восемь секций противообледенителей предкрылков, число которых при доработках было сокращено сперва до четырёх, а на всех Ту-154М и успевших пройти модернизацию Ту-154Б-1 и Б-2 — до двух.
Питаться ЭТ ПОС может как постоянным напряжением 27 В (как правило, на устаревших типах самолётов с основной системой электроснабжения постоянного тока, а также в микромощных потребителях наподобие обогреваемых ПВД и ППД), так и переменным напряжением 115/208 В. Например, на дальнем бомбардировщике Ту-95 элементы обогрева крыла питаются напряжением 27 В, а элементы обогрева передних кромок лопастей воздушных винтов (и лобовой части кока винта) — линейным напряжением 208 В.
Также локально обогреваются для предотвращения обмерзания и искажения снимаемых параметров полёта различные датчики и сигнализаторы, работающие в воздушном потоке, например: приёмники полного (ППД) или воздушного (ПВД) давления, плиты отверстий приёмников статического давления, приёмники заторможенного воздушного потока, датчики угла атаки (ДУА) и др.
Практически на всех типах ЛА обогреваются лобовые стёкла пилотской кабины. Стёкла изготавливаются многослойными (триплекс), и между слоями проложена прозрачная токопроводящая плёнка с электродами вблизи кромок стекла. На обогревательный элемент стекла подаётся переменное напряжение от регулируемого автотрансформатора, обычно в пределах от 160 до 250 вольт (это зависит не только от типа стекла, но имеется некоторый индивидуальный разброс даже среди однотипных стёкол). Также на многих ЛА обогрев стёкол двухрежимный. Полный режим, предусматривающий непрерывную подачу питания на электрообогрев стекла, может использоваться только в полёте, при интенсивном обдуве набегающем потоком воздуха. На земле это может привести к растрескиванию стекла, поэтому устанавливаются автоматы обогрева, подающие питание циклично: после нагрева до +20-30 градусов питание отключается, стекло остывает, затем процесс повторяется снова. Каждое стекло снабжено парой термодатчиков (один рабочий, второй запасной). Кроме того, для предотвращения запотевания стёкол изнутри кабины на них подаётся тёплый воздух из системы кондиционирования.

### Воздушно-тепловая
Работает за счёт растапливания льда теплом отобранного от двигателей горячего воздуха. Чаще всего ВТ ПОС применяется для обогрева неподвижных в полёте элементов конструкции самолёта (оперения, дверей, отсека ВСУ, носков крыла), а также лопаток входных направляющих аппаратов (ВНА) самих двигателей.

### Химическая
Работает на принципе растворения льда химическим реагентом, чаще всего этиловым спиртом, водный раствор которого имеет значительно более низкую температуру замерзания, чем чистая вода. Также перед взлётом в условиях обледенения (близкая точка росы, нулевая или отрицательная температура воздуха) летательный аппарат может быть обработан реагентом со специальной машины, в настоящее время — чаще всего жидкостью «Арктика», смесью этиленгликоля и противокоррозионной присадки.
Спиртовое противообледенение достаточно широко применялось в ЛА середины XX века, в более поздних ЛА спирт применялся только для обмыва лобовых стёкол, как резерв к электрообогреву. Например, химическая ПОС установлена на несущем винте вертолёта Ми-6.

### Механическая
Принцип действия основан на деформации обшивки, под которую закачан сжатый воздух. При этом образовавшийся лёд раскалывается и уносится скоростным напором.